# کژچکووو-میانووسکیه
کژچکووو-میانووسکیه (به لهستانی:  Krzeczkowo-Mianowskie) یک روستا در لهستان است که در گمینا چژو واقع شده‌است.